# Kabupaten de Cianjur
Le kabupaten de Cianjur, en indonésien Kabupaten Cianjur, est un kabupaten d'Indonésie de la province de Java occidental. Peuplé de 2 477 560 habitants en 2020, son chef-lieu est la ville de Cianjur, peuplée d'environ 170 000 habitants et située sur la route allant de Jakarta, la capitale de l'Indonésie (à 120 km au nord-ouest), et Bandung, la capitale de la province (à 60 km à l'est).

## Géographie

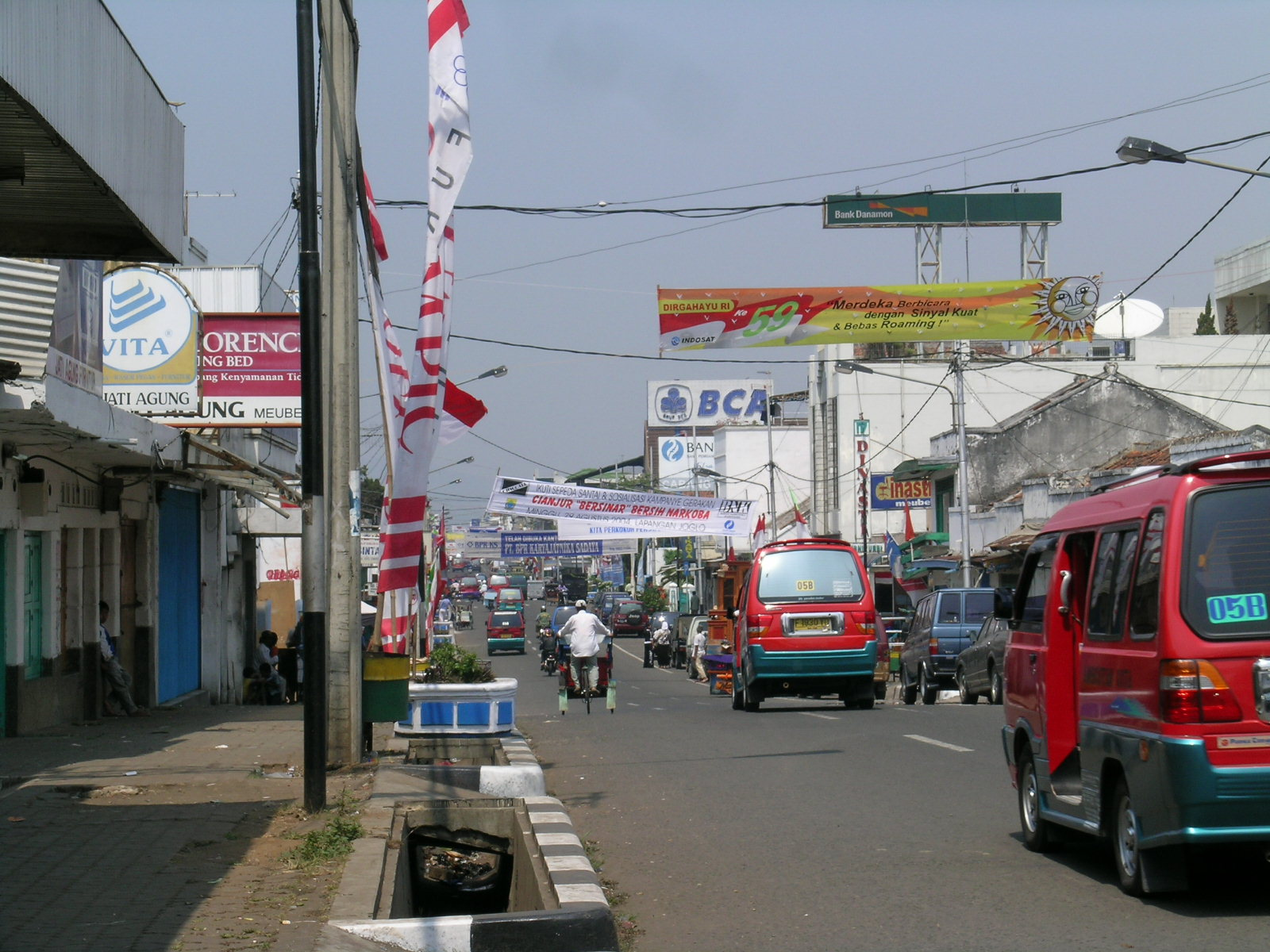
La grand'rue de Cianjur

## Histoire
En 1614, la région des monts Gede et Pangrango passe sous le contrôle du royaume de Mataram. En 1677, Raden Wiratanu se voit confier la mission de protéger la région de Cimapag, qui jouxtait le territoire du sultanat de Banten, des visées de la VOC (Compagnie néerlandaise des Indes orientales), établie à Batavia.

### La residentie de Tjiandjoer

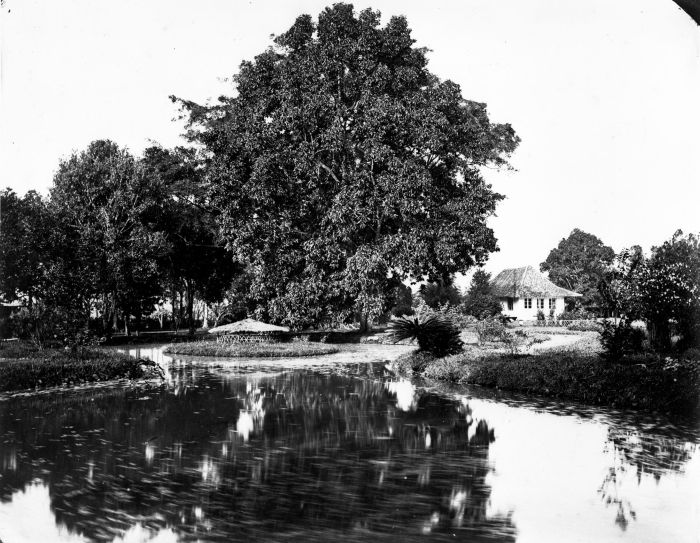
La demeure du resident de Cianjur (vers 1900)

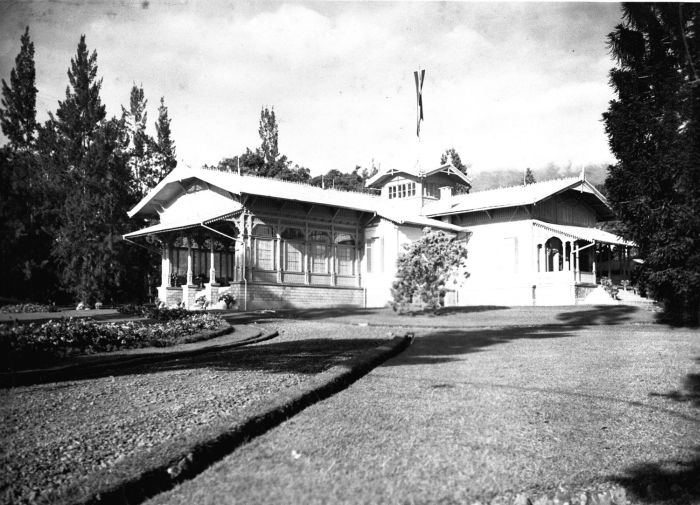
La villégiature de montagne du gouverneur général des Indes néerlandaises à Cipanas (vers 1930)

## Culture
Cianjur est le lieu où fut créé l'art du tembang, genre de musique vocal dans lequel on chante des poèmes racontant la beauté du pays Sunda, la grandeur de ses royaumes disparus et les exploits de ses héros. On attribue sa création au 9e bupati, R. A. A. Kusumahningrat, plus connu sous le nom de Dalem Pancaniti (1834-1862).

## Économie et tourisme
La principale activité économique de la région de Cianjur est l'agriculture, notamment du riz. Cianjur est connu comme le grenier à riz de Java Ouest.

## Liste desbupatides époques de Mataram et coloniale

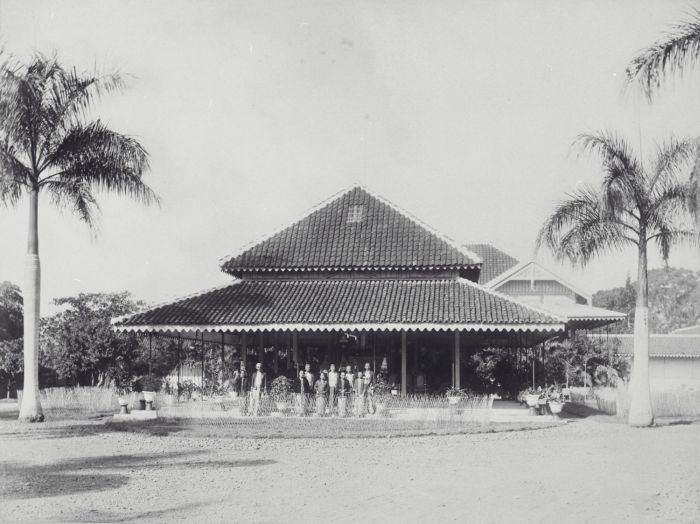
La demeure du regent de Cianjur dans les années 1900

1. Raden Adipati Wira Tanu I (1677-1691)
2. R. A. Wira Tanu II (1691-1707)
3. R. A. Wira Tanu III (1707-1727)
4. R. A. Wira Tanu Datar IV (1927-1761)
5. R. A. Wira Tanu Datar V (1761-1776)
6. R. A. Wira Tanu Datar VI (1776-1813)
7. Raden Aria Adipati Prawiradiredja I (1813-1833)
8. Raden Tumenggung Wiranagara (1833-1834)
9. R. A. A. Kusumahningrat ou Dalem Pancaniti (1834-1862)
10. R. A. A. Prawiradiredja II (1862-1910)
11. Raden Demang Nata Kusumah (1910-1912)
12. R. A. A. Wiaratanatakusumah (1912-1920)
13. R. A. A. Suriadiningrat (1920-1932)
14. R. Sunarya (1932-1934)
15. R. A. A. Suria Nata Atmadja (1934-1943)
16. R. Adiwikarta (1943-1945)